# Sannō-jinja

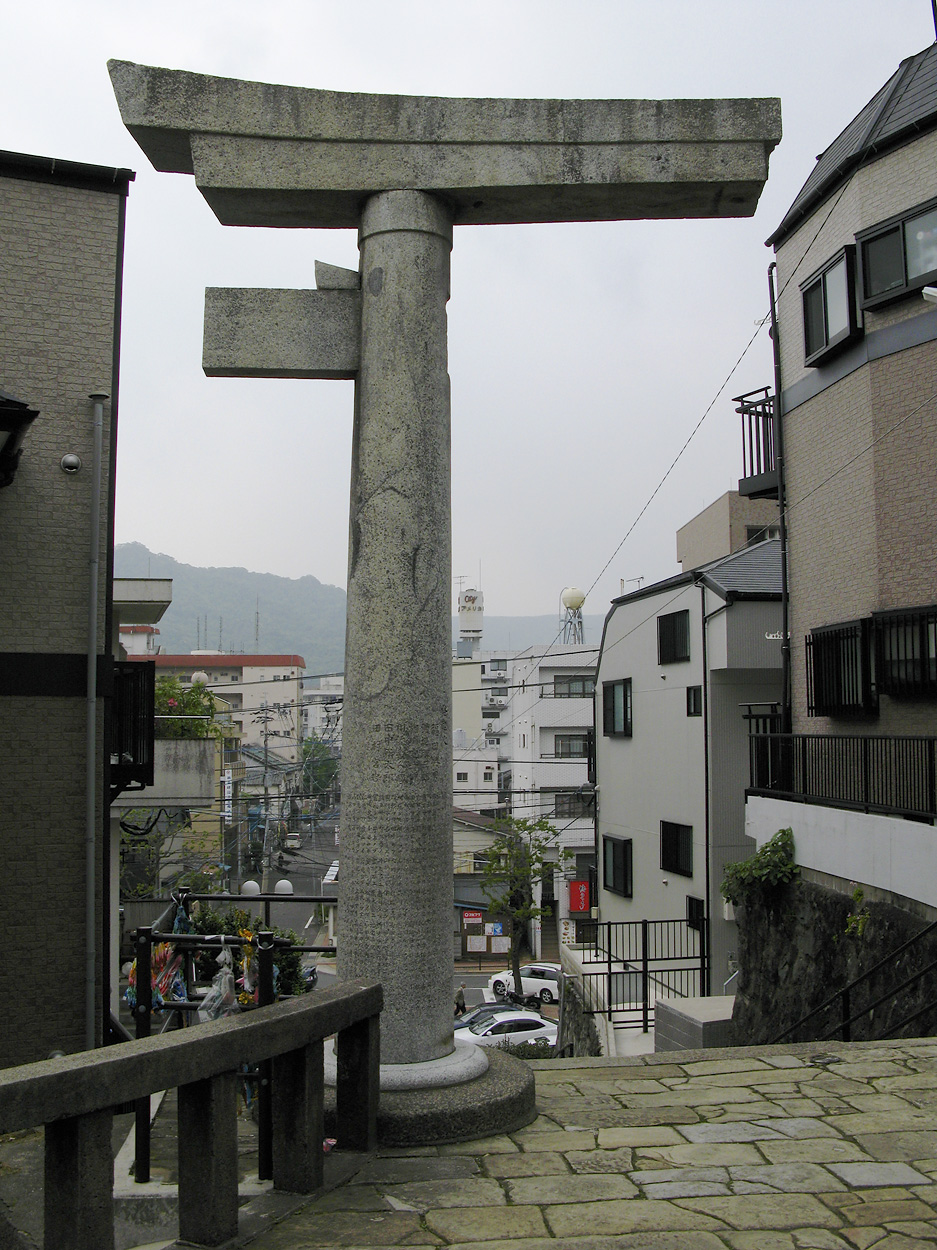
Le torii à un pied du Sannō-jinja.

Le Sannō-jinja (山王神社, littéralement « sanctuaire du roi de la montagne »), situé à environ 900 m au sud-est de l'hypocentre de la bombe atomique de Nagasaki, est connu pour son torii en pierre à un pied à l'entrée du sanctuaire.

## Torii

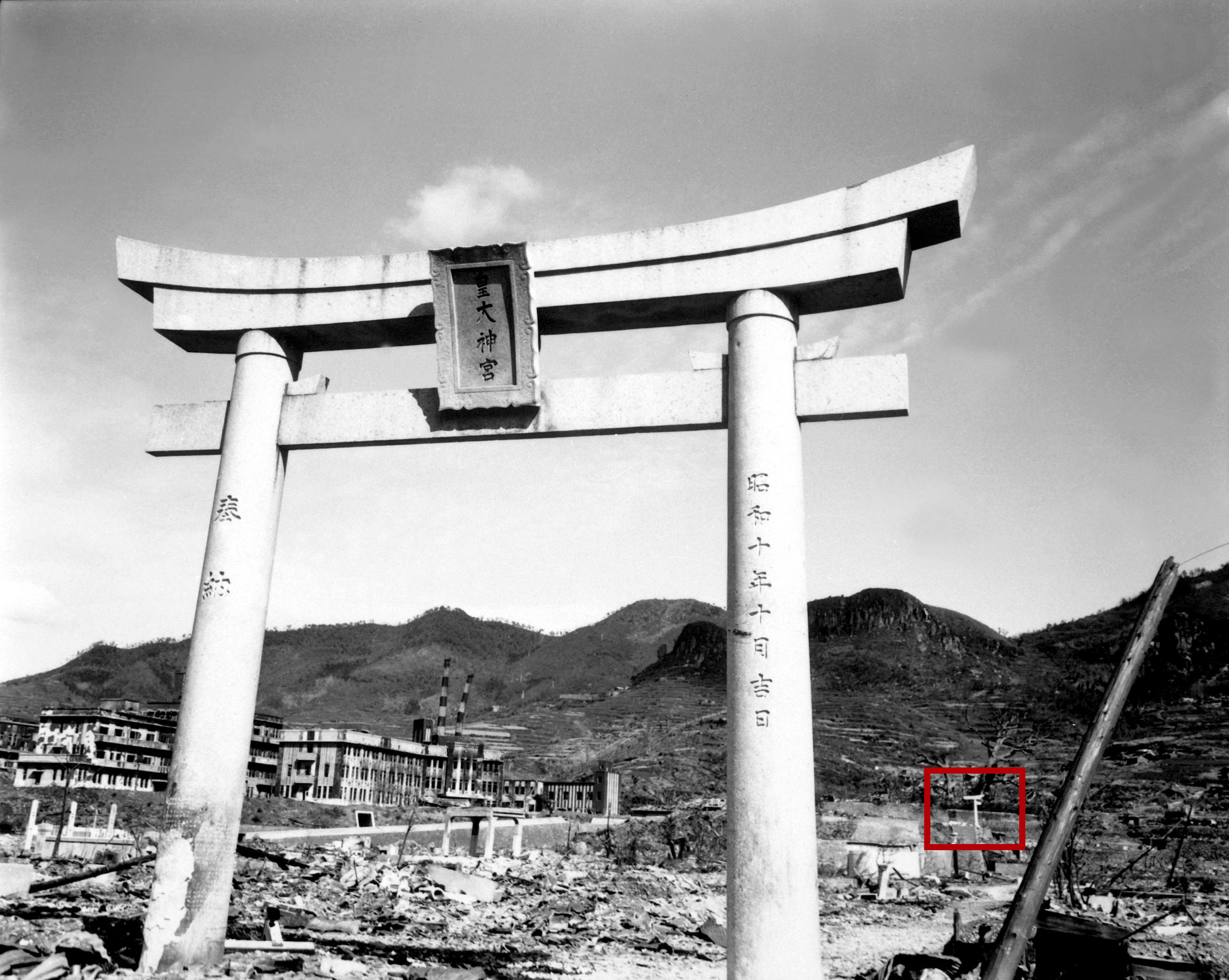
Le torii à un pied du Sannō-jinja est encadré en rouge.

Le célèbre torii « unijambiste » ou « arche à un pied »  (一本柱鳥居) est l'une des conséquences inattendues de l'explosion de la bombe atomique le 9 août 1945.
L'épicentre de la force destructrice de la bombe se trouvait approximativement à 800 m du sanctuaire (au fond à droite de l'image déformée du torii sur cette page).
Une colonne de support a été renversée mais l'autre est restée debout, même si elle s'est tournée d'environ 30 degrés sur son socle. La partie centrale du sanctuaire est située juste derrière l'endroit où le photographe se serait tenu afin de prendre la récente photo qui montre l'état actuel de la colonne encore debout,,.

## Arbres

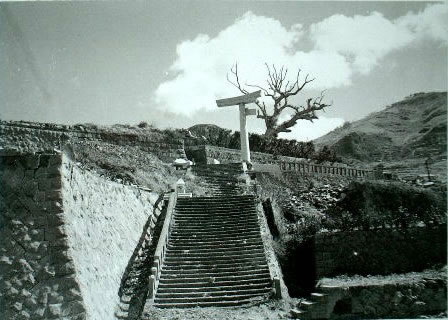
Le torii à une colonne et les camphriers dénudés par l'explosion atomique (1945).

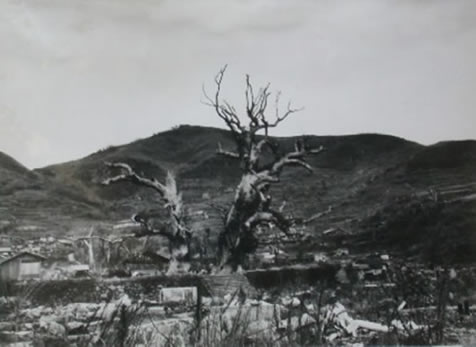
Les camphriers décharnés de Sannō (1945).

Les arbres survivants du sanctuaire de Sannō sont devenus une autre démonstration vivante de destruction et de renouveau. Deux grands camphriers furent incendiés, brûlés et dépouillés de toutes leurs feuilles par l'onde de choc de la bombe, et pourtant, malgré tout, ils ont survécu. Un arbre à Nagasaki a été désigné « monument naturel » le 15 février 1969.
Les parties mortes des arbres vivants ont été enveloppées par de nouvelles pousses.